# Dolly (album)
Dolly (talvolta indicato con il titolo Dolly: The Seeker – We Used To) è il sedicesimo album in studio della cantante statunitense Dolly Parton, pubblicato 15 settembre 1975 dalla RCA Victor.

## Tracce
Tutte le tracce sono state scritte da Dolly Parton.

Side 1
1. We Used To – 3:14
2. The Love I Used to Call Mine – 2:50
3. My Heart Started Breaking – 3:23
4. Most of All, Why? – 3:03
5. Bobby's Arms – 2:40

Side 2
1. The Seeker – 3:02
2. Hold Me – 2:36
3. Because I Love You – 2:16
4. Only the Memory Remains – 2:49
5. I'll Remember You as Mine – 2:48